# Nadja Drygalla
Nadja Drygalla (Rostock, 31 marzo 1989) è una canottiera tedesca, partecipante ai Giochi olimpici di Londra 2012.

## Biografia
Ex-poliziotta, rappresenta la Germania in diverse competizioni ufficiali di canottaggio, sia nell'Otto, sia nel quattro senza che nel due senza.

### L'allontanamento dalle Olimpiadi
Partecipa per la prima volta ai giochi olimpici nell'Otto femminile. La sua squadra perde sia la prima batteria che il ripescaggio, non riuscendosi quindi a classificare per la finale.
Il 3 agosto viene annunciato il suo allontanamento dal villaggio olimpico da parte del Comitato Olimpico Tedesco, poiché secondo la televisione pubblica ARD sarebbe fidanzata ad un funzionario della NPD, il partito neonazista tedesco. Secondo le dichiarazioni del Comitato Olimpico Tedesco Drygalla ha deciso volontariamente di partire per non creare un danno di immagine alla squadra tedesca.